# 베르너 포하트
베르너 포하트(독일어: Werner Pochath, 1939년 9월 29일 ~ 1993년 4월 18일)는 오스트리아의 배우이다.

## 영화
- 레이저 미션 (1990년)
- 본 투 파이트 (1989년)
- 트윈 캅스 (1988년)
- 스트라이커 (1987년)
- 잊혀진 영웅 와렌버그 (1985년)
- 표적 (1985년)
- 섹소 카니발 (1980년)
- 철십자 훈장 2 (1978년)
- 사랑하는 플레이보이 (1978년)
- 괴짜 형사 (1977년)
- 7인의 독수리 (1976년)
- 아홉 개의 꼬리를 가진 고양이 (1971년)